# Alan Price
Alan Price (n. 19 aprilie 1942, Fatfield⁠(d), North East England, Anglia, Regatul Unit) este un muzician englez care și-a găsit pentru prima dată proeminență ca clapeist original al trupei rock engleze the Animals. A părăsit trupa în 1965 pentru a forma „Alan Price Set”; single-urile sale de succes cu și fără grup includ „Simon Smith and the Amazing Dancing Bear”, „The House That Jack Built”, „Rosetta” ( cu Georgie Fame) și „Jarrow Song”. Price este, de asemenea, cunoscut pentru munca în film și televiziune, luând roluri ocazionale de actorie și compunând coloana sonoră a filmului lui Lindsay Anderson O Lucky Man! (1973). A fost inclus în Rock and Roll Hall of Fame în 1994 ca membru al Animals.